# Fortezza della solitudine
La Fortezza della solitudine (Fortress of Solitude) è un luogo immaginario che fa parte dell'ambientazione dei fumetti di Superman, personaggio concepito da Jerry Siegel e Joe Shuster.
Nella sua versione moderna (ideata durante la Silver Age del fumetto) viene creata dagli scrittori Otto Binder e Jerry Coleman e dal disegnatore Wayne Boring su Action Comics n. 241 del giugno 1958. Nel corso dei decenni cambia la sua posizione geografica e l'origine della sua costruzione ma il fine rimane lo stesso. La Fortezza serve a contenere diversi manufatti kryptoniani e tecnologie aliene avanzate oltre ad essere un rifugio segreto per Kal-El, noto ai terrestri come Superman.

## Fumetti
La Fortezza è il rifugio segreto dell'Uomo d'acciaio, dove egli si riposa a seguito delle imprese più impegnative e in cui sono custoditi gli oggetti a lui più cari, e i suoi più grandi trofei.
Per la precisione, sono state presentate tre Fortezze della solitudine:
- quella di Metropolis, distrutta da Lex Luthor e successivamente sostituita da quella in Artide;
- quella sul fondo dell'oceano;
- quella su di un asteroide.

La Fortezza che abitualmente Kal-El frequenta è quella al Polo Nord, sorvegliata da robot e droidi potentissimi, le cui difese sono gestite dal potente Eradicatore, un antico manufatto kryptoniano inviato millenni fa per motivi di colonizzazione planetaria.

## Altri media

### Cinema
La Fortezza della solitudine appare nei film Superman, Superman II, Superman IV, Superman Returns, L'uomo d'acciaio e Superman. Come nei fumetti, essa contiene le memorie di Jor-El e di sua moglie Lara a beneficio del figlio Kal-El, a cui egli chiede consiglio molto spesso. A differenza dei primi fumetti, nei primi film al cinema (escluso Superman III dove non appare) questo baluardo appare in forma minerale, con cristalli candidi e trasparenti in cui è custodito tutto il sapere culturale e scientifico della civiltà kryptoniana.
In Superman II, essa viene scoperta e visitata da Lex Luthor, ed è il teatro dello scontro finale tra Superman e il terribile generale Zod, evaso dalla zona fantasma. In Superman Returns Lex Luthor vi ritorna e ruba i cristalli che racchiudono la tecnologia di Krypton.
In L'uomo d'acciaio la Fortezza è rappresentata da una nave da ricognizione Kriptoniana precipitata sulla Terra migliaia di anni prima e di cui Kal-El si è impossessato. Durante la sua invasione, il generale Zod requisisce la nave nel tentativo di usare la sua camera di genesi per far rivivere la razza kryptoniana, ma Superman costringe la nave a schiantarsi a Metropolis, distruggendo la camera e la maggior parte delle funzioni della nave.

### Televisione
La Fortezza viene introdotta nell'economia narrativa della serie televisiva Smallville nel corso della quinta stagione, con un aspetto molto simile a quello cinematografico. La Fortezza è stata generata dal cristallo formatosi dall'unione delle tre pietre a cui i protagonisti danno la caccia nella quarta stagione. Da notare come nello stesso telefilm – nel secondo episodio della prima stagione (L'uomo insetto) – Clark Kent avesse definito «la mia fortezza della solitudine» il rifugio che gli ha costruito il padre putativo Jonathan nel sottotetto del fienile della fattoria Kent.
In questa versione della Fortezza essa sembra contenere soltanto le memorie di Jor-El, il quale sembra possedere una volontà. Nella puntata finale della settima stagione la Fortezza si autodistrugge per impedire a Lex Luthor di utilizzare il congegno, di cui è entrato in possesso nel frattempo, che può controllare il Viaggiatore, cioè Clark Kent stesso. All'inizio dell'ottava stagione Tess Mercer trova, nel luogo in cui era situata la Fortezza, il cristallo della conoscenza ovvero il cristallo che aveva generato la Fortezza stessa.
Tornato in possesso del cristallo Clark ricostruisce la Fortezza per aiutare l'amica Chloe Sullivan, posseduta da Brainiac che le ha cancellato la memoria. Jor-El la cura e si rappacifica con Clark che è sempre stato diffidente nei confronti del padre biologico, ma dopo ciò Brainiac fuoriuscito dal corpo di Chloe prende il controllo della Fortezza che si oscura. L'obiettivo di Brainiac era quello di far evolvere Doomsday in una crisalide kriptoniana, ma viene sconfitto prima che il terribile mostro si sia completamente evoluto. Dopo aver sconfitto Doomsday, Clark torna alla Fortezza per iniziare l'addestramento che suo padre aveva programmato per lui.
La fortezza compare anche nella serie Supergirl. Qui viene sconfitto da Kara un essere della 5ª dimensione, venuto per sposare Supergirl, facendogli comporre il codice di annullamento di un'esplosione in kriptoniano, ossia il suo nome al contrario. La fortezza appare qui un luogo altamente tecnologico, qui spicca una statua di Jor-El.